# 杰拉尔丁 (阿拉巴马州)
杰拉尔丁（英文：Geraldine），是美国阿拉巴马州下属的一座城市。面积约为3.92平方英里（约合10.14平方公里）。根据2010年美国人口普查，该市有人口896人，人口密度为228.75/平方英里（约合88.36/平方公里）。